# Podlesie (powiat obornicki)
Podlesie – wieś sołecka w Polsce położona w województwie wielkopolskim, w powiecie obornickim, w gminie Oborniki.

## Historia
Wieś pierwotnie związana była z Wielkopolską. Ma metrykę średniowieczną i istnieje co najmniej od pierwszej połowy XV wieku. Wymieniona została w łacińskim dokumencie z 1425 jako "Podlesche", a w 1430 "Podlesze". W 1430 odnotowane zostało także odmiejscowe nazwisko "Podlesky" pochodzące od nazwy miejscowości. W 1469 wieś odnotowano jako "Podleszye", 1499 "Podlyesze", 1509 "Podlessye, Podlesye", 1510 "Podlyessye", 1522 "Podleschye", 1531 "Polessie", 1560 "Podliessie", 1577 "Podlesie", 1580 "Podleszie".
Miejscowość była wsią szlachecką należącą do lokalnej szlachty wielkopolskiej z rodu Podleskich, którzy od nazwy wsi przyjęli odmiejscowe nazwisko, a później także do Ostrorogów herbu herbu Nałęcz, Danaborskich, Tuczyńskich, Dzierżanowskich, Górków i Broniewskich. W 1475 leżała w powiecie poznańskim Korony Królestwa Polskiego. W 1508 należała do parafii Stobnica.
W 1430 Jan Podleski z Podlesia pozwał Marcina z Zajączkowa o 10 grzywny szkody z tytułu niezapłacenia 30 grzywien długu. W 1445 biskup poznański Andrzej Bniński nadał kościołowi w Stobnicy dziesięciny snopowe z Podlesia. W 1465 właścicielem we wsi był wojewoda kaliski Stanisław z Ostroroga. W 1469 księżniczka raciborska Helena córka Małgorzaty z Szamotuł oraz księcia Wacława II, siostra Katarzyny ze Stobnicy, Brączewa, Podlesia oraz Bądlina oraz żona Jana dziedzica w Ostrorogu, pozwana została przez pracownika Jana sołtysa ze Szczepankowa oraz przez mieszczan szamotulskich.
W początku XVI wieku właścicielami wsi byli Wacław oraz Stanisław Ostrorogowie, synowie Jana Ostroroga oraz Heleny księżniczki raciborskiej. W 1510 tenże Wacław dał bratu Stanisławowi w podziale dóbr m.in. Stobnicę wraz z młynem pełniącym funkcję hamernii, a także wsie Podlesie, Brączewo i pół Bądlina. Później wieś odziedziczył Jakub z Ostroroga, starosta generalny wielkopolski oraz syn Wacława. W 1540 otrzymał od brata Stanisława w podziale dóbr m.in. połowę miasta Stobnica z wsiami, połowami Podlesia i Brączewa oraz 1/4 Bądlina.
W 1510 do plebana ze Stobnicy należały dziesięciny z Podlesia, które chłopi płacili z 12 łanów po 8 groszy, a także meszne z 2 łanów sołeckich. W 1641 pleban pobierał od jednego łana sołeckiego po jednej ćwiertni żyta i owsa, a 8 kmieci zapłaciło po 2 korczyki żyta i owsa.
W latach 1532–1579 właścicielami we wsi byli Górkowie herbu Łodzia. W latach 1532–1541 był to kasztelan, wojewoda poznański, starosta generalny wielkopolski oraz biskup włocławski Łukasz II Górka syn kasztelana gnieźnieńskiego Mikołaja Górki. W latach 1553-1573 miejscowość odziedziczyli trzej synowie Andrzeja I Górki - Andrzej II Górka - kasztelan międzyrzecki i sekretarz króla polskiego Henryka III Walezego, Łukasz Górka kasztelan i wojewoda brzeski, wojewoda łęczycki, kaliski i poznański oraz Stanisław Górka wojewoda poznański. W 1557 Łukasz otrzymał od braci Andrzeja i Stanisława w podziale dóbr m.in. połowę miasta Stobnica z przynależnymi wsiami, w tym Podlesie. W 1557 Łukasz sprzedał Feliksowi Palędzkiemu połowę miasta Stobnica, całe wsie Piotrkowo, Sycyn, Grabowiec, młyn Jaryszewo, połowy wsi Brączewo i Podlesie wraz 5 kmieciami gospodarującymi w Bądlinie z zastrzeżeniem prawa wykupu za 4000 złotych.
W 1579 w majętności części wsi wszedł podskarbi nadworny koronny Jakub Rokossowski, który zakupił od wojewody poznańskiego Stanisława Górki za 67 000 złotych polskich, m.in. wsi Gąsawy, Podlesie, Brączewo, Piotrkowo, Sycyn, Popowo, Popówko oraz Jaryszewo.
Miejscowość odnotowały także historyczne rejestry podatkowe dzięki którym znamy stosunki własnościowe we wsi. W 1475 oraz w 1499 wieś wymieniona została w wykazach zaległości podatkowych. W 1508 zapłaciła pobór od 12 półłanków. W 1509 pobrany został pobór od 12 półłanków, a sołtys zapłacił od jednego łanu. W 1510 w Podlesiu było 12 łanów, dwa łany należały do sołectwa, W 1563 miał miejsce pobór podatków z części należącej do wojewody kaliskiego Łukasza Górki: od 2,5 łana, jednego łana sołeckiego, karczmy dorocznej. Z części Jakuba Ostroroga: od 3,5 łana oraz karczmy dorocznej. W 1577 pobrano podatki z Podlesia, które zapłacił Jan Broniewski. W 1580 pobrano podatki z części Sebastiana Dzierżanowskiego od 10 półłanków, 6 zagrodników, jednego komornika, jednego łana opuszczonego oraz jednego łana sołeckiego. W 1581 pobór zapłacili Jan Broniewski oraz Sebastian Dzierżanowski.
Wskutek II rozbioru Polski w 1793, miejscowość przeszła pod władanie Prus i jak cała Wielkopolska znalazła się w zaborze pruskim.
W latach 1975–1998 miejscowość należała administracyjnie do województwa poznańskiego.

## Osobliwości
- dawna szkoła z początku XX wieku (dom nr 17),
- ruiny leśniczówki,
- dąb (obwód 400 cm) - przy szkole,
- dąb (obwód 360 cm) - przy ruinach leśniczówki,
- lipa drobnolistna - obwód 330 cm,
- szkółka leśna nad Kończakiem[5],
- dwa dawne cmentarze ewangelickie: południowy przy drodze na Kiszewo i zachodni przy drodze na Boruszyn – oba w ruinie.